# Тимелія-темнодзьоб мала
Тиме́лія-темнодзьо́б мала (Cyanoderma erythropterum) — вид горобцеподібних птахів родини тимелієвих (Timaliidae). Мешкає в Південно-Східній Азії. Cyanoderma bicolor раніше вважався конспецифічним з малою тимелією-темнодзьобом.

## Опис
Довжина птаха становить 12,5–13,5 см. Голова, верхня частина тіла, крила і хвіст каштаново-коричневі. Обличчя, груди, горло і боки сіруваті. Дзьоб темний, тонкий, навколо очей плями синьої голої шкіри. Лапи сірі або сірувато-зелені.

## Підвиди
Виділяють три підвиди:
- C. e. erythropterum (Blyth, 1842) — Малайський півострів і північні острови Натуна[en];
- C. e. pyrrhophaeum (Hartlaub, 1844) — Суматра, острови Бату[en], Банка і Белітунг;
- C. e. fulviventre Richmond, 1903 — острови Баньяк[en].

## Поширення і екологія
Малі тимелії-темнодзьоби мешкають на Малайському півострові, Суматра та на сусідніх островах. Вони живуть у вологих рівнинних тропічних лісах і чагарникових заростях, в мангрових і заболочених лісах, на плантаціях. Зустрічаються на висоті до 800 м над рівнем моря.

## Поведінка
Малі тимелії-темнодзьоби зустрічаються невеликими зграйками. Вони живляться жуками та іншими комахами, а також дрібними плодами. Сезон розмноження триває з грудня по вересень. Гніздо кулеподібне з бічним входом, робиться з бамбука, сухого листя і трави. В кладці 2-3 яйця. Малі тимелії-темнодзьоби іноді стають жертвами гніздового паразитизму азійських зозуль-дронго.